# Route 112 (Québec)
Die Route 112 ist eine Nationalstraße (Route nationale) der kanadischen Provinz Québec und führt von Montréal aus durch die Verwaltungsregionen Montérégie, Estrie und Chaudière-Appalaches.

## Streckenbeschreibung
Die 319 km lange Überlandstraße führt von Montréal in östlicher Richtung über Granby nach Magog und weiter über Sherbrooke und Thetford Mines nach Frampton, wo sie an der Route 275 endet.